# The Stone Roses
The Stone Roses (МФА: ðə stəʊn rəʊzɪz) — британская рок-группа, образованная в 1983 году в Манчестере, Англия. Была одной из первых групп «манчестерской волны» (мэдчестер) на рубеже 1980-х и 1990-х годов. Самый известный состав группы включал вокалиста Иана Брауна, гитариста Джона Сквайра, басиста Мани и барабанщика Рени.
Их дебютный одноимённый альбом вышел в 1989 году и быстро стал классикой в Великобритании. Второй альбом, Second Coming, увидел свет в 1994 году. В 1996 году группа прекратила своё существование. 18 октября 2011 года на пресс-конференции в отеле SOHO в Лондоне группа объявила о своём воссоединении. В 2017 году группа распалась снова.

## История группы

### Формирование (1983—1988)
The Stone Roses была создана в начале 1980-х в Манчестере вокалистом Йеном Брауном и гитаристом Джоном Сквайром. Друзья детства Йен Браун и Джон Сквайр оба играли в группах и до этого, однако раньше Браун исполнял роль бас-гитариста. Чуть позже к ним присоединяется ударник Рени (настоящее имя — Алан Рен), потом — бас-гитарист Пит Гарнер и гитарист Анди Кузенс, чем и завершается формирование начального состава.
В свои ранние годы у The Stone Roses был агрессивный, панковский звук, а группы, оказавшие на них влияние, варьировались от The Clash и The Sex Pistols до манчестерских Slaughter and the Dogs. Они имели постоянную аудиторию в Манчестере, но считались немодными и смотрелись странно на музыкальной сцене того времени, на которой тогда доминировали Factory Records и Тони Уилсон. На снимках этого периода можно увидеть Сквайра в бандане и Брауна, носящего кожаные штаны.
В 1985-м году The Roses выпустили свой первый сингл, спродюсированный Мартином Хэннетом «So Young / Tell Me». К тому моменту Браун ещё не создал свой фирменный образ и выглядел шумно и агрессивно. Сама же группа не нашла ещё свой особый стиль подачи музыки при исполнении, который бы подчеркнул лучшие стороны их звучания.
К моменту выхода следующего сингла, «Sally Cinnamon», звук значительно изменился. На выпущенном в 1987-м на FM Records, «Sally Cinnamon» звучит электрическая гитара, и есть чёткий ритм, потому она больше похожа на The Byrds, чем на The Sex Pistols. Браун выработал новую, более мягкую манеру пения, а Сквайр и Рени становятся более аккуратными и сыгранными, и звучат гораздо менее шумно.
К 1988 Пит Гарнер и Анди Кузенс покидают группу, и в The Roses приходит новый басист Мани (Гари Маунфилд). Группа очень быстро становится более профессиональной в музыкальном плане, появляется фирменный облик — мешковатая одежда, рубашки Jackson Pollock, гитары и ударные. Вслед за психоделично звенящим синглом «Elephant Stone» выходит первый альбом (Jive/Zomba при содействии Silvertone Records).

### Дебютный альбом (1989—1993)
В 1989 The Stone Roses выпускают одноимённый дебютный альбом, спродюсированный Джоном Леки (John Leckie). The Stone Roses был выдающимся дебютом. Он открывается «I Wanna Be Adored» и заканчивается «I Am The Resurrection», обе песни воплощают собой несокрушимость и амбициозность молодости. Такое же настроение проходит через весь альбом. Сейчас считающейся вехой в истории английского рока, тогда он был хорошо принят большей частью музыкальной прессы и, благодаря позитивным отзывам, начал приносить популярность группе.
Синглы «Made Of Stone» и «She Bangs The Drums» выходят позже и закрепляют успех. Позже этим же годом группа выпускает A-side сингл, «Fools Gold/What the World Is Waiting For», который достигает 8-й позиции в Великобритании в ноябре 1989 года. «Fools Gold» быстро становится самой известной композицией группы, а её живое исполнение на Top Of The Pops укрепляет их национальную славу. Так же можно сказать, что это самая смелая с музыкальной точки зрения песня: девять минут, 53 секунды по продолжительности, она изобилует виртуозными гитарными партиями Сквайра.
Казалось бы, придя из ниоткуда, the Stone Roses оказались правильной группой в нужный момент. Как и их коллеги по цеху Happy Mondays, они держатся с высокомерным пафосом, словно зная все, чем напоминают The Rolling Stones в лучшие их времена. Их музыка привлекает самую разношёрстную публику: ритмичный, вполне пригодный для танцев звук и жизнерадостный внешний вид имеет очень много общего с творчеством и обликом команд rave сцены, бывшей тогда в своём расцвете, но они также заинтересовывают фанатов инди.
Наблюдая за успехом группы, их прошлый лейбл, FM Revolver, переиздает сингл «Sally Cinnamon» с сопроводительным видео. Это задевает The Stone Roses, частично из-за «третьесортного» видео. 30 января 1990 года они идут в офис компании, ругаются с боссом Полом Бирчем, швыряют краску во все подряд в помещении, включая самого Бирча и его девушку, завершив действо вандализмом снаружи здания — объектом их агрессии становятся две мирно припаркованные машины. Позже их арестуют и предъявят обвинения, и в октябре признают виновными. В результате всего им пришлось заплатить штраф в 3000 фунтов, а также возместить стоимость повреждённого имущества.
В 1990 году The Stone Roses решили устроить крупный концерт на свежем воздухе. Местом его проведения был выбран Спайк Айлэнд. Концерт был проведён 27 мая 1990 года, его посетило примерно 27 тысяч человек. Первоначально признанный провальным из-за проблем со звуком и плохой организации, спустя годы он стал легендарным — Вудстоком мешковатого поколения. Группа показала всем, что инди команды могут давать масштабные представления, больше ассоциируемые с группами вроде Queen или U2. За Спайк Айлэндом последовал ещё один крупный концерт в Glasgow Green, а в июле выходит в свет последний из выпущенных в Silvertone сингл — «One Love».
«One Love» добралась до четвёртой позиции в британских чартах — самой высокой строчки из всех когда-либо занимаемых песнями группы. Хотя очень вероятно, что с музыкальной точки зрения «One Love» является примером понижения уровня после той высокой планки, которую задала «Fools Gold». С этого момента все начало идти наперекосяк. Это был последний официальный релиз группы на ближайшие четыре года, с которого началась долгая борьба за свои права с целью расторжения контракта с Silverstone. Группа быстро потеряла тот импульс, который был у них после выхода успешного первого альбома, и исчезла из виду так же быстро, как и появилась.

### Second Comingи распад (1994—1996)
В конце концов, группе удалось расторгнуть контракт с Silvertone и после подписать вполне выгодный контракт с Geffen Records. В конце 1994, по прошествии полных пяти лет с выхода их дебютного альбома, The Stone Roses выпускают свой второй альбом Second Coming. Почти вся музыка на нём написана Сквайром, и в «темном», тяжёлом блюз-роке слышно влияние Led Zeppelin. Несмотря на то, что это прекрасно сработало в сингле «Love Spreads», в общем альбом кажется качественными, но бедным на музыкальные идеи. Большинство критиков замечают, что по своему уровню он несравним с уровнем первого, ставшего уже почти культовым, дебютного альбома.
Многие увидели в нём несбывшиеся ожидания. Как бы там не было, некоторые все же ощутили, что песни такие как «Ten Storey Love Song», «Begging You» и «Love Spreads» (последняя позже добралась аж до второго места в британских чартах) показали, что The Roses все ещё могут творить свою старую добрую магию (несмотря на то, что, возможно, последняя из вышеперечисленных звучит, как переработанная «Driving South»). Second Coming — это смесь из тяжёлого рока середины 70-х, фолк-рока («Your Star Will Shine», «Tightrope») и техно («Begging You»), довершаемая Byrds-подобным «Ten Storey Love Song» похожим на «Sally Cinnamon».
Необходимо заметить, что взгляд на Second Coming, как на несоответствующий первоначально заданными стандартам, ограничен преимущественно Великобританией. Многие американские фанаты считают, что второй альбом вышел ничуть не хуже первого, а некоторые так вообще считают его лучше.
Покинув в 1990 году сцену, The Stone Roses оставили после себя пустое место. Но, вернувшись в 1994, они с удивлением обнаружили множество команд исполняющих похожую музыку, которые, по сути-то уже успели занять их место. Пришла эра брит-попа, а the Roses, наряду с The Smiths, The Jam, The Sex Pistols, The Kinks и The Beatles воспринимались ни много ни мало, а чем-то вроде отцов-основателей. И в общем-то, The Roses хорошо относились, например, к Oasis (Джон Сквайр даже исполнил с ними «Champagne Supernova» в Knebworth в 1996 году). Правда, рассматривая все команды вроде Oasis в целом, он говорил о них не иначе как о «Kensington art-wankers».
В марте 1995-го года Рени покидает группу, этот момент был началом конца The Stone Roses. Никогда и так особо не баловавшие СМИ информацией о себе, они в этот раз не дают никакого вразумительного объяснения ухода. На смену был найден ударник Роби Маддикс, раньше работавший с Rebel MC, и группа продолжила выступления. Также для живых шоу был нанят Найжел Иппинсон, с ним уже имелся опыт совместной работы — когда-то он помогал с обработкой «Begging You» с целью релиза её в качестве сингла.
Секретный тур-возвращение по Великобритании был запланирован на апрель, но после того, как музыкальная пресса узнала и опубликовала даты, его отменили. Самый же большой ущерб статусу нанесла отмена выступления на Glastonbury Festival в июне 1995 (Вместо них выступила небезызвестная группа Pulp). Причиной было то, что за несколько недель до этого, катаясь в Северной Калифорнии на горном велосипеде, Джон Сквайр ломает себе ключицу. Казалось бы, просто несчастливая случайность, но фанаты были очень разочарованы из-за отмены концерта, некоторые даже выражали гнев по этому поводу. В конце концов, был все-таки назначен новый тур с ноября по декабрь 1995 года. Все билеты были проданы за один день.
Как бы там не было, но в апреле 1996 года Джон Сквайр уходит из группы, чем приводит остальных его участников просто в ярость, Яна Брауна в особенности. Браун утверждает, что Сквайр часто запирался и употреблял кокаин. Слэш, только что оставивший свою группу, предлагает The Roses стать заменой Сквайра. На что следует отказ с мотивировкой: «Мы ненавидим Guns’n’Roses, от*бись!». Группа просуществовала с тех пор ещё шесть месяцев. Браун и Мани решили распустить её после провального концерта на Reading Music Festival, когда публика освистала The Stone Roses и даже кидалась в них разными предметами.

### Воссоединение (2011—2017)
В 1998 вышла в свет книга, им посвящённая: «The Stone Roses и воскрешение британской поп-музыки» Джона Робба («The Stone Roses And the Resurrection Of British Pop» John Robb), в которой подробно описывается, как группа появилась и как прекратила своё существование, а также рассказывается о сформировавшейся вокруг неё культуре.
7 апреля 2011 года в сети выплывают слухи о том, что The Stone Roses вновь планируют воссоединиться после «эмоциональной разрядки» между Брауном и Сквайром. При этом несмотря на то, что никаких новостей и официальных подробностей по этому поводу дано не было, слух быстро разрастается по социальным сетям и становится одной из самых обсуждаемых тем дня в микроблоге Twitter. Слухи были чуть позже опровергнуты Мани, который прокомментировал ситуацию следующими словами:

Два старых друга встретились спустя 15 лет, чтобы выразить мне соболезнования по поводу кончины моей мамы, а журналисты уже приплели им чёрт-те что. Чёрт подери, прекратите муссировать эти слухи. The Stone Roses не воссоединяются и не собираются это делать. Оставьте нас в покое со своими домыслами!

18 октября 2011 года группа объявила о своем воссоединении.
В 2016 году The Stone Roses выпустили 2 сингла — новый материал за два десятилетия. Участники группы продолжали гастролировать до июня 2017 года, после чего вновь распались.

## Музыкальный стиль и влияние
На The Stone Roses повлияли гаражный рок, электронная танцевальная музыка, краут-рок, северный соул, панк-рок, регги и такие исполнители, как The Beatles, The Rolling Stones, Simon and Garfunkel,The Byrds, Jimi Hendrix, Led Zeppelin, The Jesus and Mary Chain, Sex Pistols и The Clash.
Группа принадлежала музыкальной сцене мэдчестер, объединившей элементы альтернативного рока, психоделического рока и электронной танцевальной музыки.
Группа продолжала оказывать влияние на других артистов, в первую очередь на Oasis, из которых Ноэль Галлахер в одном из интервью сказал: «Когда я впервые услышал „Sally Cinnamon“, я понял, какова моя судьба». Брат Галлахера и вокалист Oasis Лиам заявил, что они были первой группой, которую он увидел вживую, и что, увидев их выступление повлияло на то, что он стал певцом.
Сингл группы «This is the One» звучал перед домашними матчами Манчестер Юнайтед на Олд Траффорд с начала 2000-х годов.

## Состав

### Текущий состав
- Иэн Браун — вокал (1983—1996, 2011—наши дни)
- Джон Сквайр — гитара (1983—1996, 2011—наши дни)
- Алан Рен (Рени) — ударные, бэк-вокал (1984—1995, 2011—наши дни)
- Гари Маунфилд (Мэни) — бас-гитара (1987—1996, 2011—наши дни)

### Бывшие участники
- Энди Кузенс — ритм-гитара, вокал (1983—1986)
- Пит Гарнер — бас-гитара (1983—1987)
- Саймон Вольстенкрафт — ударные (1983—1984)
- Роб Хэмпсон — бас-гитара (1987)
- Азиз Ибрахим — гитара (1996)
- Найджел Иппинсон — клавишные, бэк-вокал (1995—1996)
- Робби Маддикс — ударные, бэк-вокал (1995—1996)

## Дискография
- The Stone Roses (1989)
- Second Coming (1994)